# جوشن

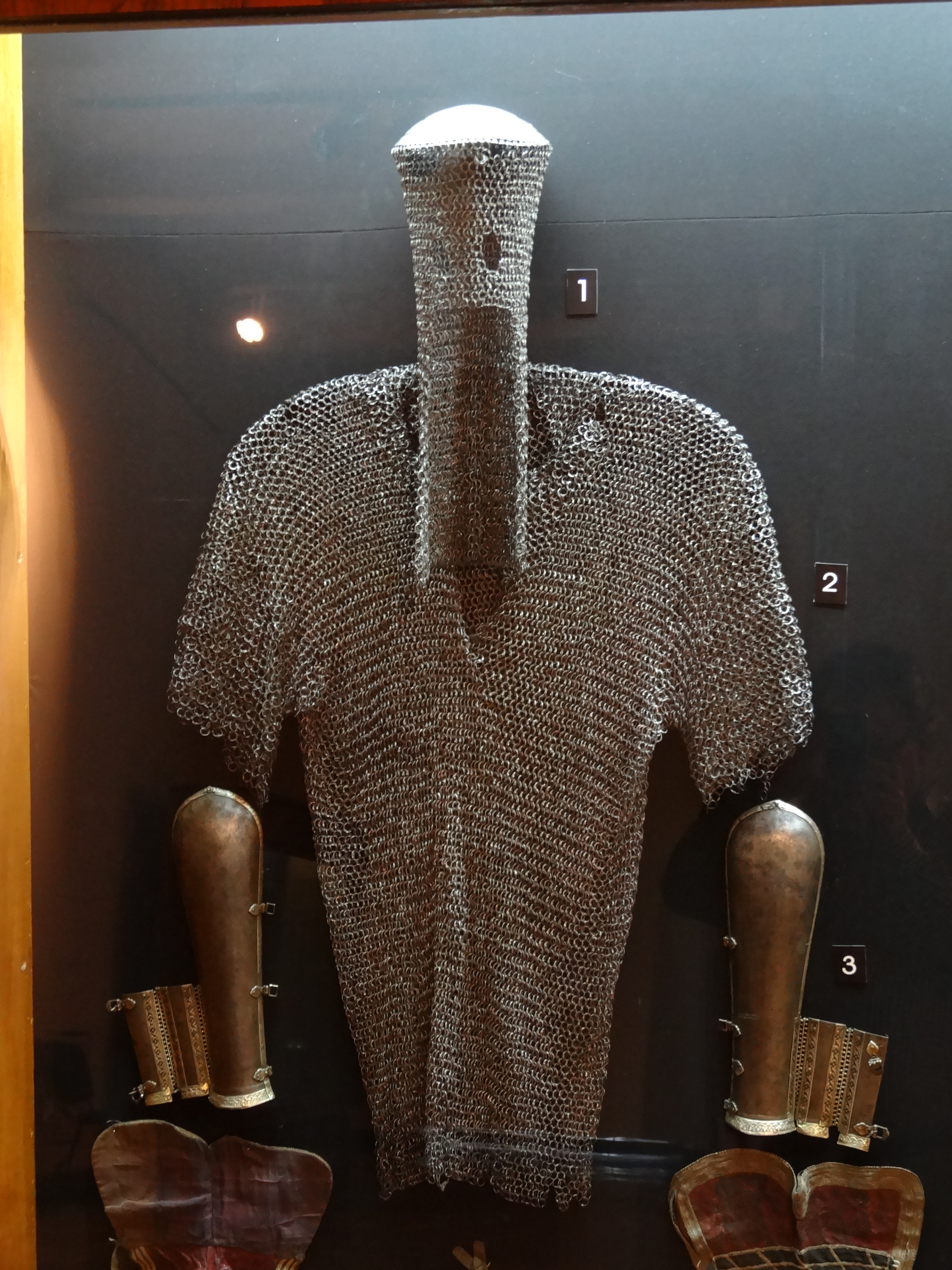
پوشش فلزی. مورد استفاده به عنوان لباس رزم.

جوشَن یا خِفتان پوششی است از زره‌های فلزی که سربازان به تن می‌کنند. پولک‌های فلزی جوشن با حلقه به هم متصل می‌شوند. به پولک‌های آهنی و فولادین که جوشن از آن تشکیل می‌یابد غیبه گفته می‌شود.
جوشن در هزاره نخست پیش از میلاد ابداع شد اما محل و زمان دقیق ابداع آن مشخص نیست.
در صورت فلزی بودن پولک‌ها بیشتر به آن جوشن و در صورتی که جنس لایه محافظ از پشم و ابریشم باشد بیشتر به آن خفتان گفته می‌شود. واژه‌های قزاگند، گَبر، و پنام هم مترادف‌های خفتان هستند. خفتان جامه‌ای هنگفت و ستبر بوده است از ابریشم یا پشم و شمشیرِ زننده بر آن می‌لغزیده و اثر نمی‌کرده است.